# بيكرام لاما
بيكرام لاما (23 فبراير 1989 - ) هو لاعب كرة قدم نيبالي، يلعب كلاعب وسط.

## روابط خارجية
- بيكرام لاما على موقع الاتحاد الدولي (مؤرشف)  (الإنجليزية)
- بيكرام لاما على موقع قاعدة بيانات كرة القدم.إي يو (الإنجليزية)
- بيكرام لاما على موقع ناشيونال فوتبول تيمز (الإنجليزية)
- بيكرام لاما على موقع Soccerway.com (الإنجليزية)